# آن فولو (مسرحية)
آن فولو مسرحية كوميدية كويتية. عُرضت في عام 2015. كتبتها فاطمة العامر وأخرجها عبد العزيز صفر.

## عن العمل
تدور أحداث المسرحية حول شخص دخل السجن بسبب الديون ويخرج من السجن بسبب فيديو سخيف له ويدخل بعدها إلى عالم الشهرة.

## بطولة
- طارق العلي
- مرام البلوشي
- سعود الشويعي
- امل عباس
- خالد المظفر
- سعود الشويعي
- ضاري الشمري
- نورة العميري
- إبراهيم الشيخلي
- سلطان العلي
- شاهين الشاهين
- عبدالله الحامدي
- أيوب الشطي
- حميد البلوشي
- فيصل العامري
- علي آل غديري
- خالد الحجيلان